# مكتب البراءات السعودي
مكتب البراءات السعودي هو مكتب وطني بمدينة الملك عبدالعزيز للعلوم والتقنية أُسس سنة 1402 هـ. يتولى المكتب حماية أربعة أقسام في مجالات، الاختراعات، النماذج الصناعية، الأصناف النباتية، التصميمات التخطيطية للدارات المتكاملة، العلامات التجارية، والبيانات الجغرافية في المملكة العربية السعودية.

## التاريخ
بدأت مدينة الملك عبد العزيز للعلوم والتقنية في متابعة ما يتعلق ببراءات الاختراع بعد إشعارها عام 1402 هـ بالأمر الملكي القاضي بالموافقة على انضمام المملكة إلى المنظمة العالمية للملكية الفكرية (ويبو) على اعتبار أن موضوع الملكية الفكرية يتعلق أساسًا بتسجيل براءات الاختراع وتنظيم أمور نقل التقنية وأن المدينة تختص بهذه المهمة لكونها الجهة المؤهلة علميا وعمليا لذلك.
صدر أول نظام براءات اختراع في المملكة بموجب مرسوم ملكي بتاريخ 1409 هـ الموافق 1989م، ونص على أنه يهدف إلى توفير الحماية الكاملة للاختراعات داخل المملكة، وقد انتهى العمل به في 1425 هـ الموافق 2004م. وصدر مظام براءات الاختراع والتصميمات التخطيطية للدارات المتكاملة والأصناف النباتية والنماذج الصناعية بموجب مرسوم ملكي بتاريخ 1425 هـ الموافق 2004م.
الملكية الصناعية هي أحد فروع الملكية الفكرية، وتعنى بحفظ حقوق ما يبتكره فكر الإنسان من المصنفات أو العناصر ذات الاتصال بالنشاط الصناعي والتجاري والزراعي، ومجالاتها: الاختراعات، النماذج الصناعية، الأصناف النباتية، التصميمات التخطيطية للدارات المتكاملة، العلامات التجارية، البيانات الجغرافية. وقد أوكل لمدينة الملك عبد العزيز للعلوم والتقنية تولي حماية أربعة أقسام منها هي الاختراعات والتصميمات التخطيطية للدارات المتكاملة والأصناف النباتية والنماذج الصناعية.
في 2018، جرى إلحاق المكتب بالهيئة السعودية للملكية الفكرية بعد أن كانت حقوق الملكية الفكرية في المملكة موزعة بين أكثر من جهة، وهي وزارة التجارة والاستثمار (العلامات التجارية)، ووزارة الثقافة والإعلام (حقوق المؤلف والحقوق المجاورة)، ومدينة الملك عبد العزيز للعلوم والتقنية (براءات الاختراع).

## وصلات خارجية
- مكتب البراءات السعودي - عن المكتب
- صحيفة الشرق معلومات عامة عن مكتب البراءات السعودي نسخة محفوظة 30 نوفمبر 2016 على موقع واي باك مشين.
- مكتب البراءات السعودي